# Thanatephorus cucumeris
Thanatephorus cucumeris é uma espécie de fungo pertencente à família Ceratobasidiaceae.

## Galeria

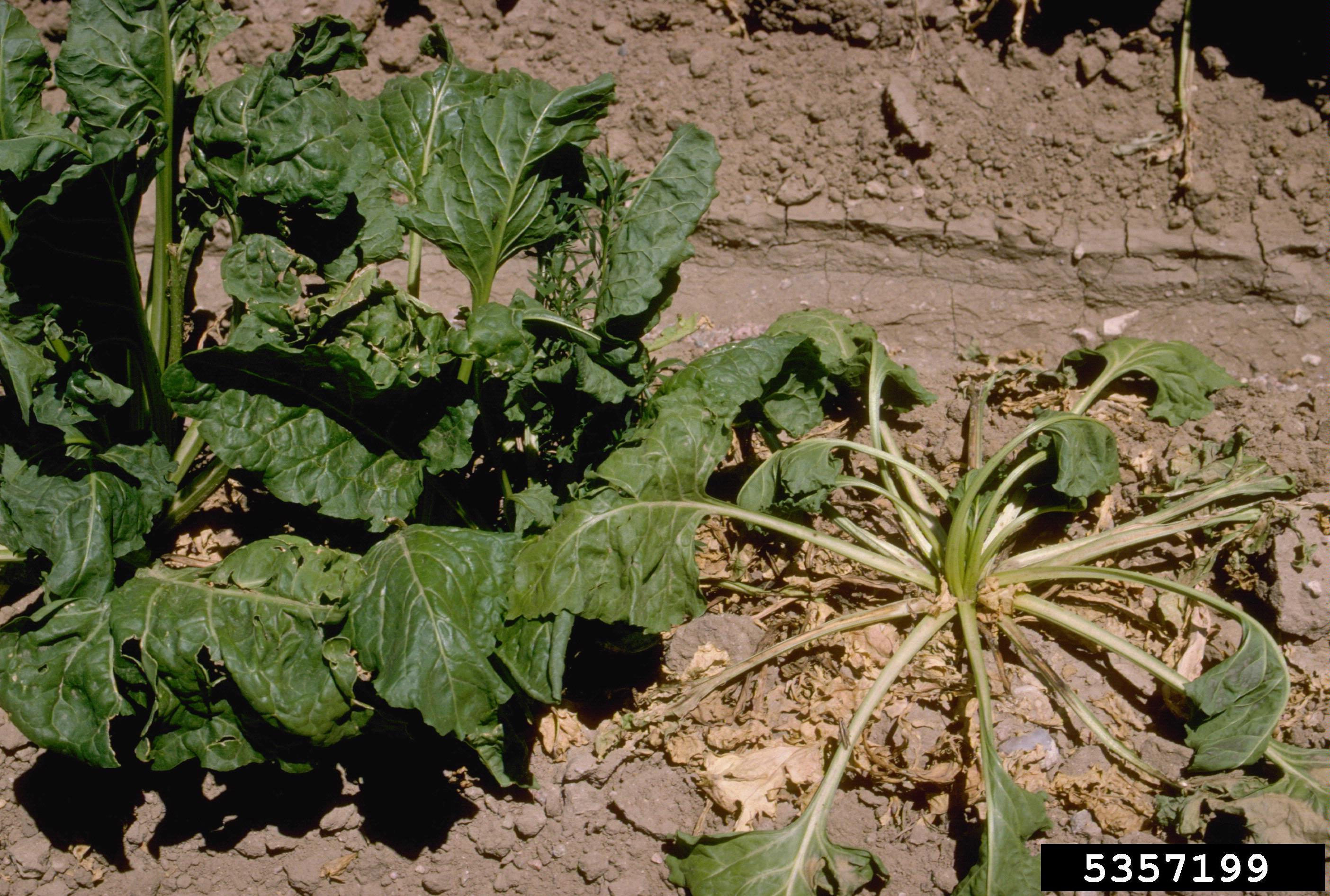
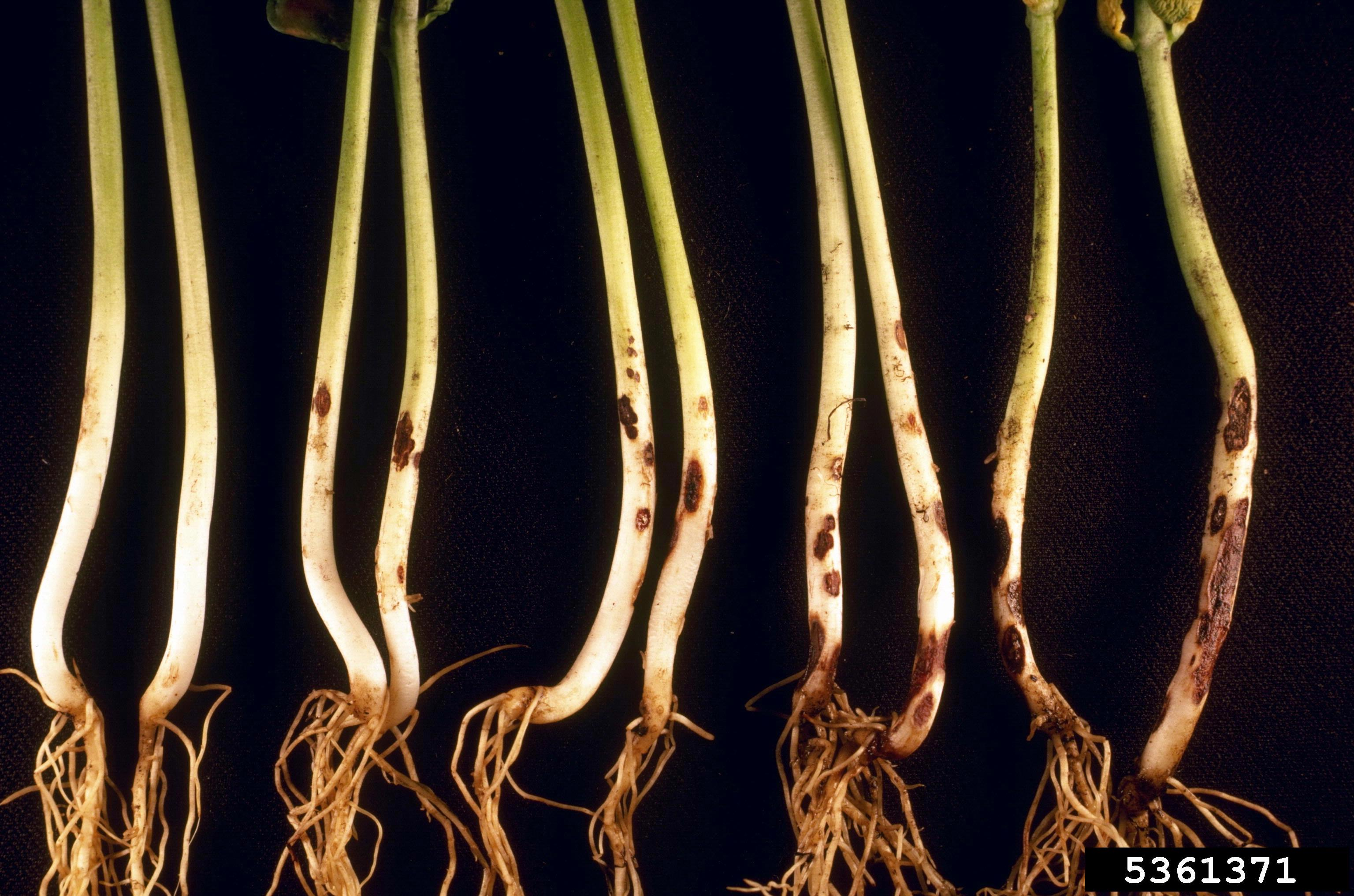
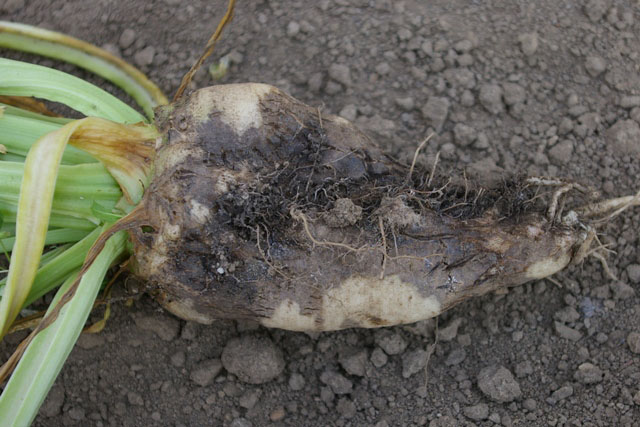